# William Njobvu
William Njobvu (Lusaka, 4 marzo 1987) è un ex calciatore zambiano, centrocampista.